# Задельное (Белгородская область)
Задельное — село в Яковлевском районе Белгородской области России.
Входит в состав Быковского сельского поселения.

## География
Расположено юго-западнее хутора Мордовинка, с которым соединено проселочной дорогой.
Севернее села протекает река Ворскла, через село проходит автомобильная дорога; имеется одна улица: Колхозная.

## Население
| 2002 | 2010 |
| ---- | ---- |
| 29   | ↘27  |